# Lakeland (Georgia)
Lakeland város az Amerikai Egyesült Államok Georgia államában, Lanier megyében, melynek megyeszékhelye is. Lakosainak száma 2875 fő (2020. április 1.).

## Népesség
A település népességének változása:

| 2010 | 3 366 |
| 2020 | 2 875 |